# Pamela Melroy
Pamela Ann Melroy (née le 17 septembre 1961 à Palo Alto, Californie) est un pilote d'essais militaire et une astronaute américaine qui a effectué trois missions à bord de la navette spatiale américaine d'abord en tant que pilote (STS-92 en 2000 et STS-112 en 2002) puis en tant que commandant (STS-120 en 2007). Elle a quitté le corps des astronautes et la NASA en août 2009 pour travailler à l'agence de recherche militaire de la DARPA. Elle est l'une des deux seules femmes à avoir commandé une mission de la navette spatiale américaine. Du 17 juin 2021 au 20 janvier 2025, elle est administratrice adjointe de la NASA.  

## Carrière de pilote militaire
En 1983 Pamela Melroy passe une licence en physique et en astronomie au Wellesley College (près de Boston) puis un master en planétologie au MIT en 1984. Elle suit les cours d'une école de pilotage militaire de l'Armée de l'Air puis vole à compter de 1985 et durant 6 ans, sur l'avion ravitailleur KC-10 d'abord en tant que copilote, puis comme pilote et enfin comme instructeur. Elle effectue des missions de combat au cours de la guerre du Golfe de 1991 (200 heures de vol). Elle suit en 1991 une formation de pilote d'essais à Edwards Air Force Base. Elle participe à la mise au point de l'avion-cargo C-17. Elle accumule plus de 6 000 heures de vols sur plus de 50 types d'avions.

## Pilote de la navette spatiale américaine
Pamela Melroy est sélectionnée comme astronaute par la NASA en décembre 1994. Elle suit une formation d'un an pour devenir pilote de la navette spatiale américaine. Elle effectue trois missions spatiales comme pilote puis commandant de la navette spatiale entre 2000 et 2007. Elle est l'une des deux seules femmes à avoir commandé une mission de la navette spatiale américaine. À la suite de ses trois missions elle a passé plus de 38 jours dans l'espace. Durant sa carrière à la NASA elle exerce la fonction de CAPCOM (interface d'une mission au sol) sur certaines missions. À la suite de l'accident de la navette spatiale Columbia elle est nommée responsable de la reconstitution de la cabine de la navette et des investigations réalisées sur cette partie.

## Carrière postérieure

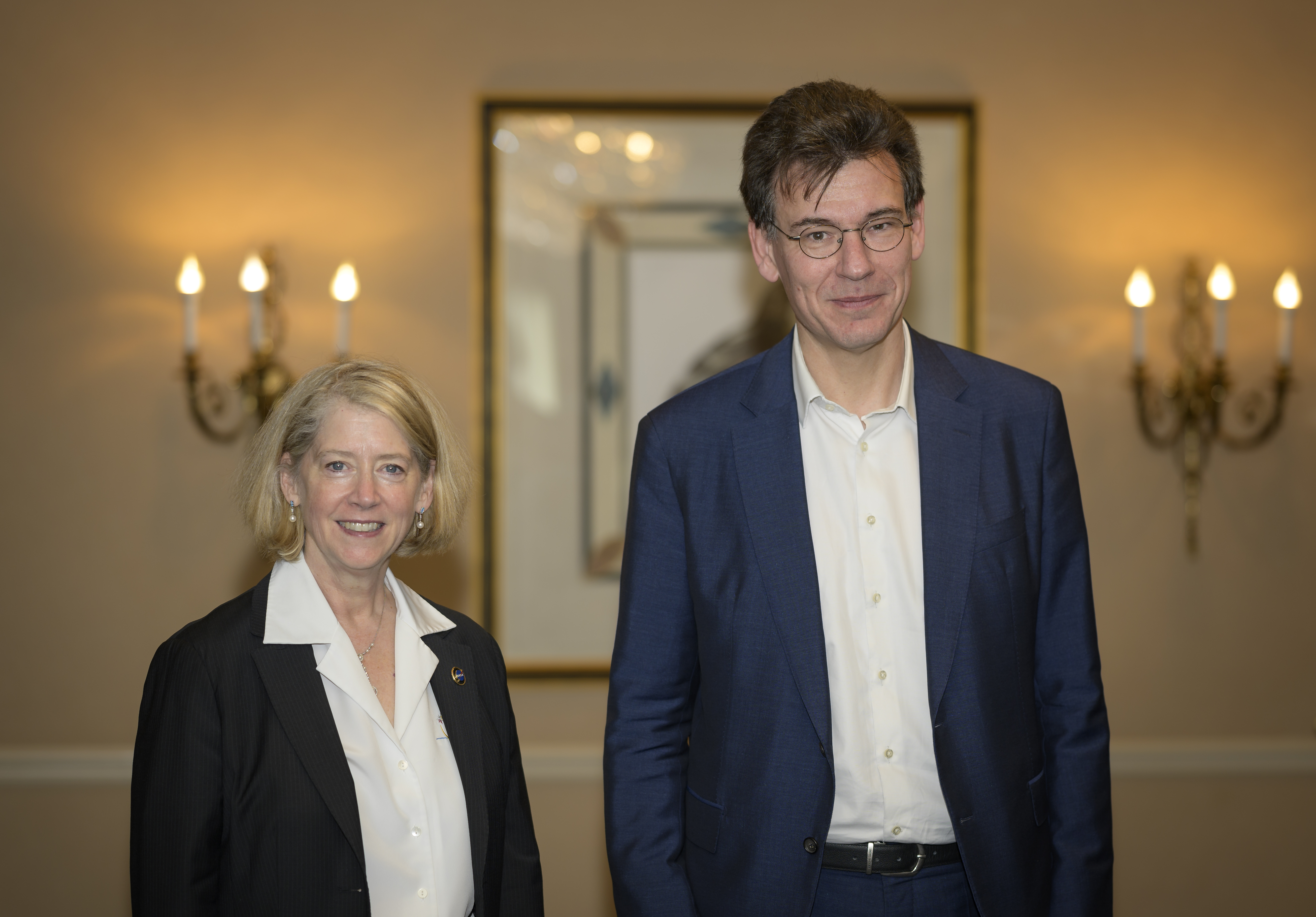
Pamela Roy devenue administratrice adjointe de la NASA et le président de l'agence spatiale française Philippe Baptiste en 2022.

En 2007 Pamela Melroy prend sa retraite de l'Armée de l'Air avec le grade de colonel. En août 2009, elle quitte le corps des astronautes et la NASA. Elle est embauchée par la Federal Aviation Administration comme conseiller technique dans le domaine du transport spatial. En 2013, elle quitte ce poste pour rejoindre l'agence de recherche militaire, la DARPA, afin d'occuper un poste de directeur adjoint au bureau d'étude des technologies tactiques.
En juin 2021 Pam Melroy est nommée par la présidence Biden administratrice adjointe de la NASA auprès de Bill Nelson c'est à qu'elle devient de facto le numéro deux de l'agence spatiale américaine. Comme le veut la procédure, elle quitte son poste le jour de la nomination de Donald Trump président des états-unis. 

## Vols spatiaux réalisés

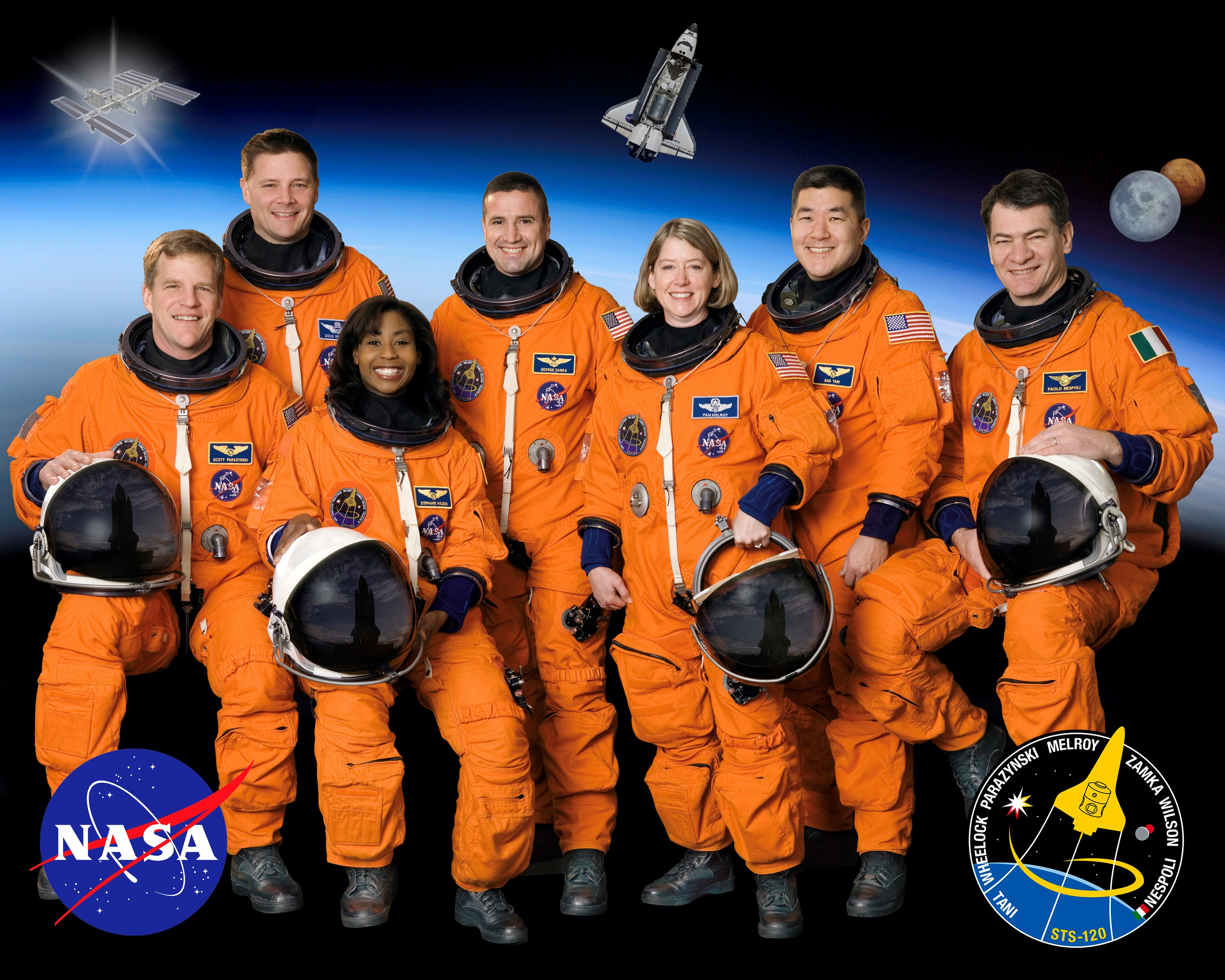
Pamela A. Melroy (au centre), commandante pour la mission STS-120 de la navette spatiale américaine (NASA), et son équipe, 2007.

Pamela Melroy a piloté la navette Discovery en octobre 2000 (mission STS-92) puis la navette Atlantis en octobre 2002 (mission STS-112).

### Le vol STS-120
La NASA a confié à Melroy le commandement de la mission STS-120 qui s'est déroulée du 23 octobre au 7 novembre 2007. Pamela Melroy est la seconde femme à accéder au statut de commandant de bord après Eileen Collins. La mission avait pour objectif de livrer le module Harmony à la station spatiale internationale ainsi que différentes pièces détachées et effectuer la rotation d'un membre de l'équipage de la station. Celui-ci était alors commandé par Peggy Whitson. Pour la première fois dans l'histoire du vol spatial un rendez-vous eut lieu entre deux vaisseaux commandés par une femme.

## Galerie

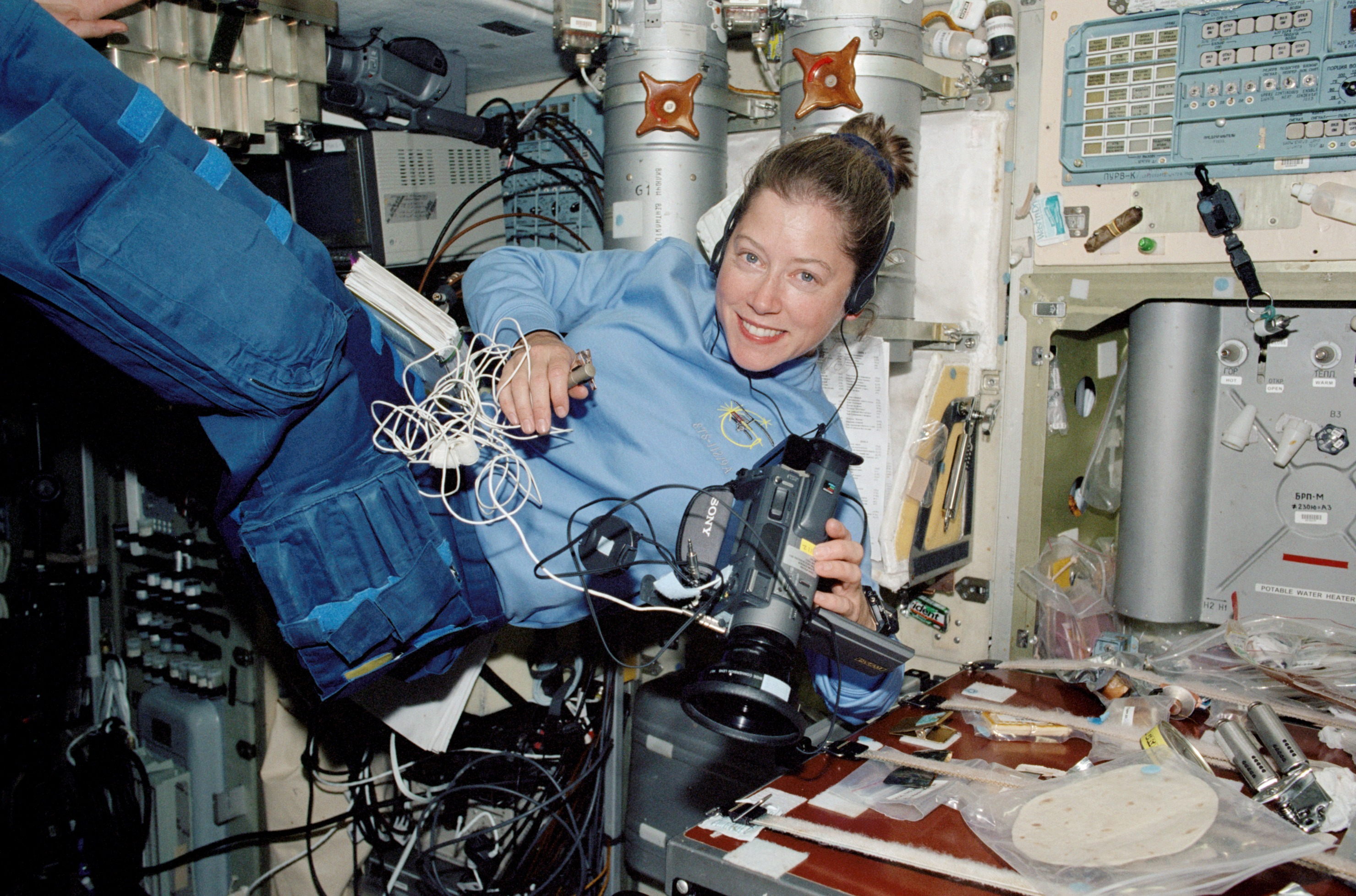
STS-112 : Melroy dans le module Zvezda de la station spatiale (2002).
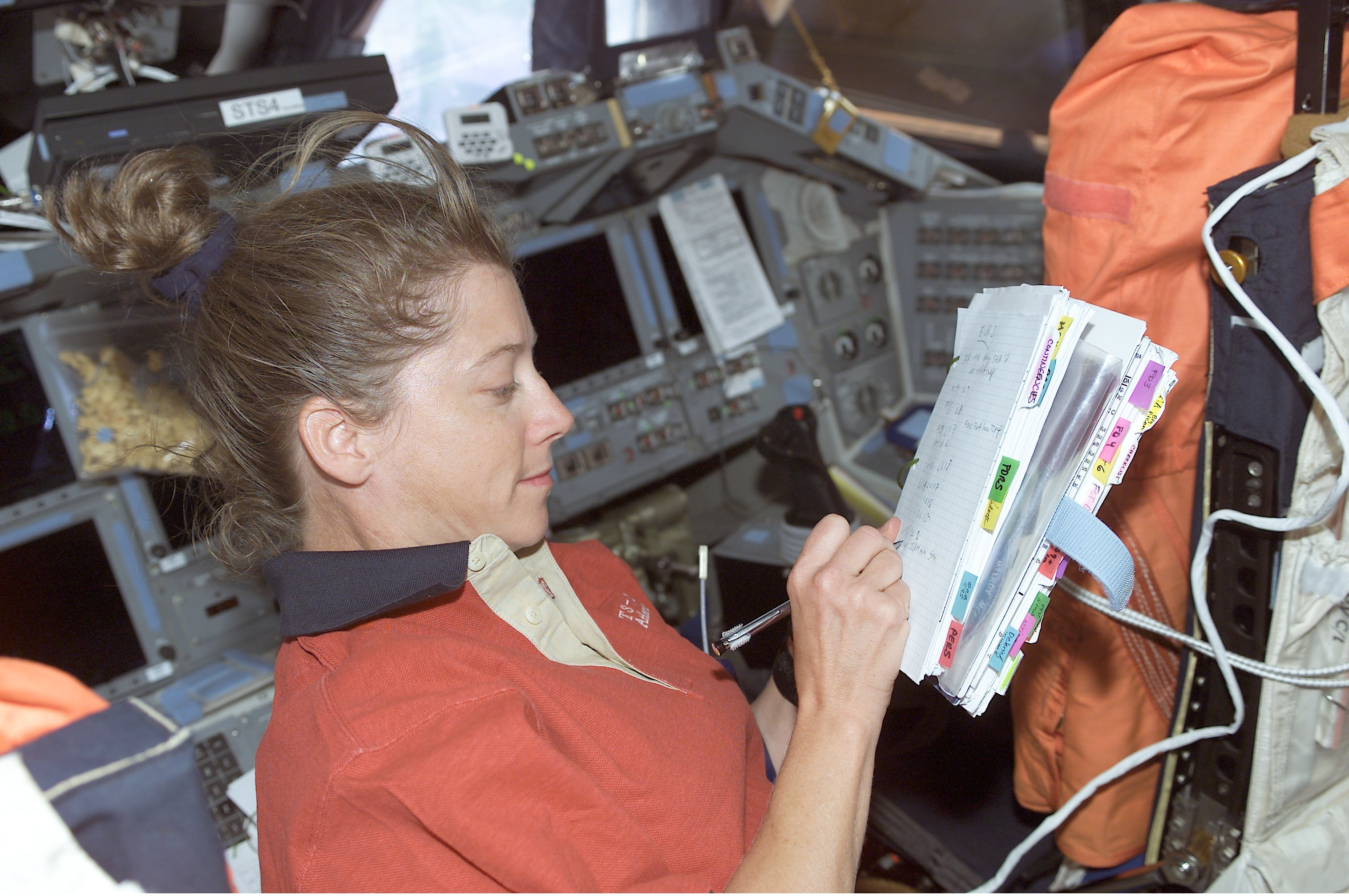
Sur le pont de vol de la navette Atlantis durant la mission STS-112 (2002).
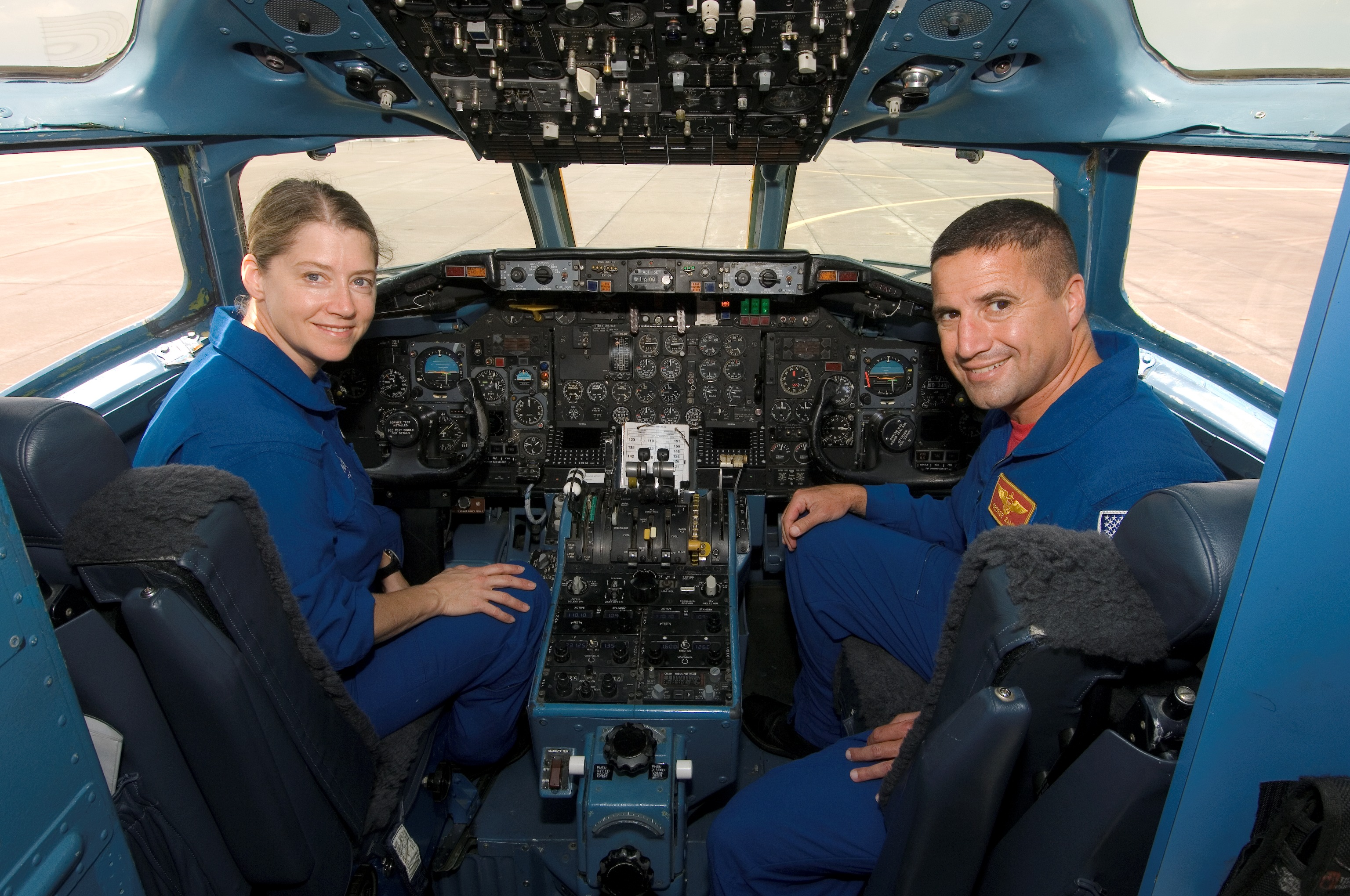
Aux commandes d'un DC-9 au cours d'un entrainement avant la mission STS-120 (2007).
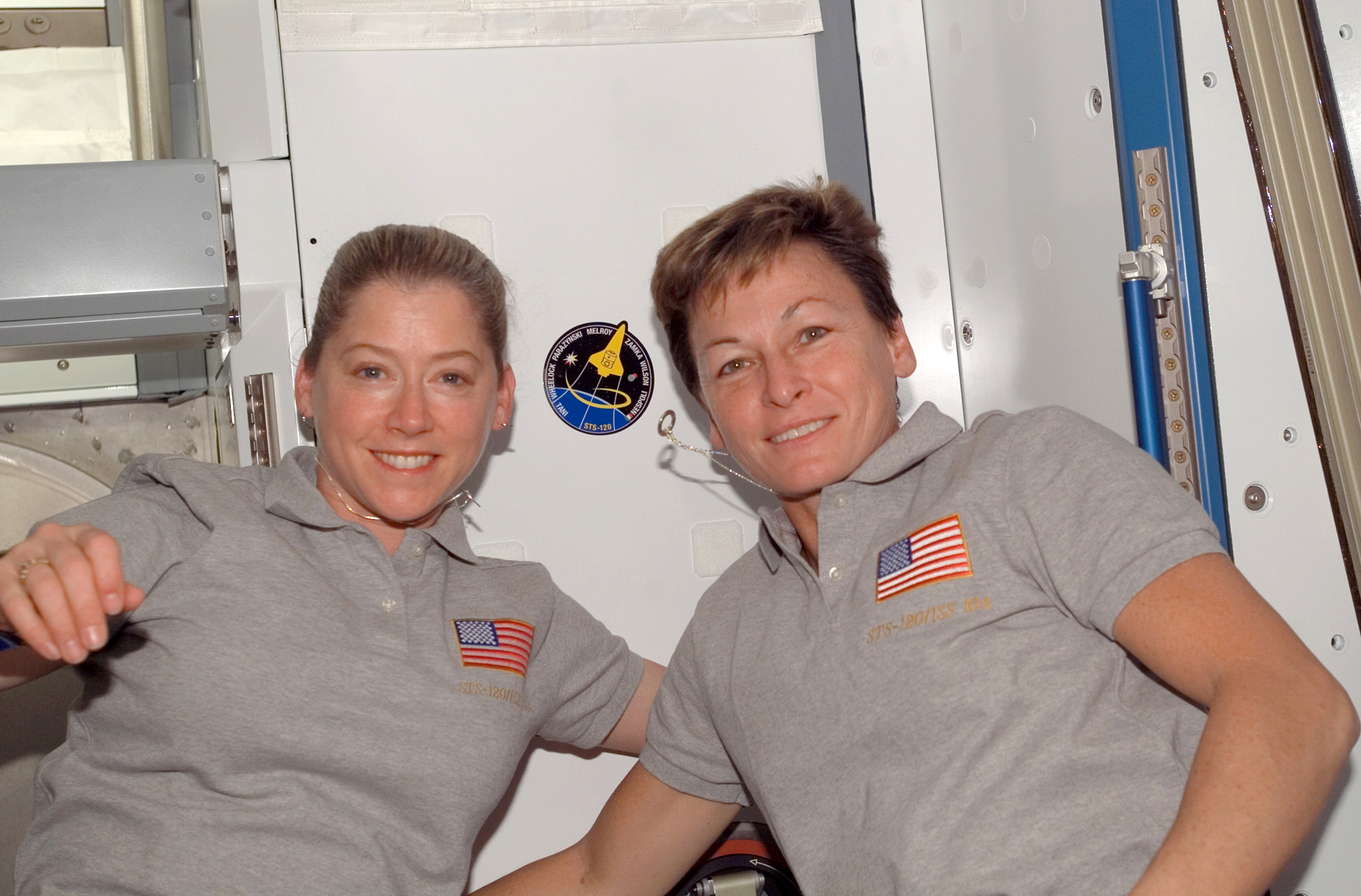
Dans la station spatiale Melroy, commandant de la navette de la mission STS120, avec Peggy Whitson commandant de l'équipage permanent de celle-ci (2007).